# Aplosonyx basalis
Aplosonyx basalis es un coleóptero de la familia Chrysomelidae. Fue descrita científicamente por primera vez en 1896 por Jacoby.